# Wojciech Jacobson-Jedlina

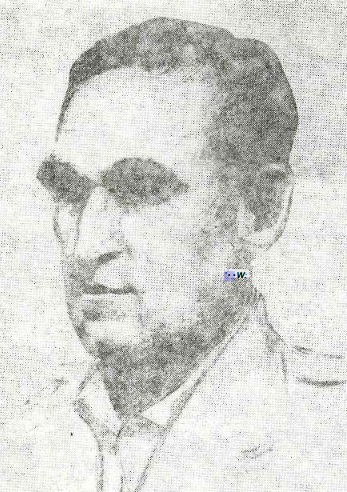
Portret rysunkowy Wojciecha Jacobsona-Jedliny (rok 1934).

Wojciech Jacobson-Jedlina (ur. 14 kwietnia 1885 w Starogardzie, zm. 9 października 1961 w Londynie) – major lekarz Wojska Polskiego, działacz niepodległościowy, kawaler Orderu Virtuti Militari.

## Życiorys
Urodził się w rodzinie Gorgoniusza (1856–1919) i Pauliny Stanisławy z Koenigów  (1863–1925). Jego ojciec był doktoryzowanym chirurgiem, zasłużonym działaczem społeczno-narodowym na Kociewiu, obrońcą polskości walczącym z uciskiem germanizacyjnym. Jego młodszym bratem był Bogdan (1889–1961), adwokat, działacz niepodległościowy, odznaczony Krzyżem Niepodległości.
Wojciech ochrzczony został w parafii św. Mateusza w Starogardzie. Uczęszczał do szkoły podstawowej w Starogardzie, a od 1894 r. do Gimnazjum Fryderykowskiego w tymże mieście. Po uzyskaniu matury (w maju 1905 r.) rozpoczął studia medyczne na uniwersytecie w Monachium (gdzie zaliczył dwa semestry), które kontynuował następnie na Uniwersytecie Fryderyka Wilhelma we Wrocławiu. W czasie swej edukacji w gimnazjum działał w Towarzystwie Tomasza Zana, a w okresie studiów był członkiem akademickiego Związku Młodzieży Polskiej „Zet” i Bratniej Pomocy. Razem z bratem Bohdanem przyczynili się do powstania biblioteki Grupy Narodowej. W styczniu 1911 r. zaliczył egzamin państwowy i rozpoczął w Poznaniu praktyki w Zakładzie Patologii Instytutu Higieny, na Oddziale Wewnętrznym Szpitala Miejskiego oraz na Oddziale Wewnętrznym Szpitala Sióstr Miłosierdzia. Po zdaniu egzaminów i obronie rozprawy otrzymał w lutym 1912 r. (na uniwersytecie we Wrocławiu) tytuł doktora medycyny i chirurgii. Podjął wówczas pracę w szpitalu św. Józefa w Gnieźnie na stanowisku chirurga-ginekologa. W latach 1911–1914 prowadził również w tym mieście prywatną praktykę lekarską  .
W marcu 1913 roku został mianowany podporucznikiem-lekarzem. Z początkiem sierpnia 1914 r. zmobilizowany do armii niemieckiej i przydzielony na stanowisko lekarza batalionowego w 49 Pułku Piechoty Pruskiej. Walczył na frontach zachodnim (pod Mons i Ypres) i, od końca 1914 r., wschodnim (pod Łodzią, nad Bzurą i Rawką). Ranny w dniu 17 grudnia 1914 r. podczas służby, został następnie lekarzem oddziałów zapasowych . Awansowany do rangi porucznika-lekarza w lipcu 1917. Po załamaniu się frontu został skierowany na teren Wielkopolski i pod koniec 1918 r. ponownie pełnił służbę na stanowisku lekarza w 49 Pułku Piechoty Pruskiej (6 Pomorski Pułk Piechoty Nr 49) stacjonującym w Gnieźnie, zajmując jednocześnie stanowisko lekarza garnizonowego w tym mieście.
W tym czasie nawiązał kontakt z Naczelną Radą Ludową. Wziął udział w powstaniu wielkopolskim - współtworzył oddziały w Gnieźnie i przyczynił się do zajęcia tego miasta. Skutkiem udziału w powstaniu było uznanie go przez Niemców za zdrajcę i wyznaczenie za jego głowę nagrody w wysokości 20 tysięcy marek w złocie. Feldmarszałek Paul von Hindenburg skazał go trzykrotnie na karę śmierci, a w Kołobrzegu (będącym kwaterą feldmarszałka) spalono publicznie kukłę z nazwiskiem Jacobsona. W trakcie powstania uczestniczył w zmaganiach pod Zdziechową, dowodził w bitwie pod Inowrocławiem i był twórcą planu obrony odcinka Kcynia – Pakość. Organizator powstańczej służby medyczno-sanitarnej, lekarz garnizonu Gniezno i (od 22 lutego 1919 r.) lekarz II batalionu 4 Pułku Strzelców Wielkopolskich, w którego szeregach wyruszył na wojnę polsko-bolszewicką. Dekretem Komisariatu Naczelnej Rady Ludowej z dnia 9 maja 1919 r. awansowano go do stopnia kapitana. Walczył na Froncie Litewsko-Białoruskim, a następnie służył jako lekarz w batalionie zapasowym 7 Pułku Strzelców Wielkopolskich. Ranny w listopadzie 1919 r. Kolejno pełnił służbę w Dowództwie Okręgu Generalnego Poznań, w Szpitalu Wojskowym w Gnieźnie i Departamencie Sanitarnym Ministerstwa Spraw Wojskowych. W sierpniu 1920 r. powrócił na front wojny polsko-bolszewickiej jako lekarz na pozycjach obronnych pod Radzyminem i lekarz na statkach sanitarnych na Wiśle. Pływał między innymi na statku „Łokietek”, transportując rannych do Tczewa. W jednym z rejsów statek ten wizytowany był przez nuncjusza apostolskiego Achille Rattiego - późniejszego papieża Piusa XI. W okresie od września 1920 do kwietnia 1922 r. pełnił służbę w toruńskim Szpitalu Fortecznym, po czym przeniesiono go do 8 batalionu sanitarnego. W dniu 5 maja 1922 r. został zwolniony do rezerwy w randze majora-lekarza  . W roku 1923 jako major rezerwy korpusu oficerów sanitarnych zajmował 376. lokatę w swoim starszeństwie (z dnia 1 czerwca 1919 r.) w grupie lekarzy, a rok później była to już 280. lokata. W tym okresie pozostawał oficerem rezerwowym 8 batalionu sanitarnego z Torunia.
Za swą działalność niepodległościową prowadzoną przed rokiem 1918 r., za udział w powstaniu wielkopolskim oraz udział w wojnie polsko-bolszewickiej, dekretem Wodza Naczelnego marszałka Józefa Piłsudskiego L. 11434.VM z dnia 3 lutego 1922 r. (opublikowanym w Dzienniku Personalnym Ministerstwa Spraw Wojskowych Nr 2 z dnia 18 lutego 1922 r.), odznaczony został Krzyżem Srebrnym Orderu Virtuti Militari.
W dwudziestoleciu międzywojennym mieszkał w Toruniu, gdzie prowadził praktykę lekarską w dziedzinie ginekologii i położnictwa. Pracował również jako chirurg w Szpitalu Diakonisek. Czynnie uczestniczył w życiu społecznym należąc do wielu organizacji, w tym do Związku Oficerów Rezerwy, Polskiego Związku Zachodniego, Bractwa Strzeleckiego w Toruniu, Poznańskiego Towarzystwa Przyjaciół Nauk, Związku  Towarzystw Powstańców i Wojaków. Pełnił również funkcję prezesa Związku Powstańców Wielkopolskich - oddziału w Toruniu  . W roku 1934 zajmował 89. lokatę w swoim starszeństwie wśród majorów rezerwy korpusu oficerów sanitarnych (starszeństwo z dnia 1 czerwca 1919 r.). Znajdował się wówczas w ewidencji PKU Toruń i posiadał przydział do kadry zapasowej 8 Szpitala Okręgowego. Za pracę w dziele odzyskania niepodległości dr Wojciech Jacobson-Jedlina został, na mocy zarządzenia prezydenta Rzeczypospolitej Ignacego Mościckiego z dnia 16 marca 1937 r., odznaczony Krzyżem Niepodległości.
Zmobilizowany z końcem sierpnia 1939 r. i przydzielony do kadry 8 Szpitala Okręgowego, sformował Szpital Polowy Nr 802/3 i objął w nim stanowisko zastępcy komendanta. W kampanii wrześniowej wziął udział na stanowisku lekarza jednego z batalionów Obrony Narodowej. W ramach Armii „Pomorze” walczył w korytarzu pomorskim, pod Sochaczewem i nad Bzurą, odznaczając się odwagą i bohaterstwem. Dostał się do niemieckiej niewoli, w której został skierowany do punktu sanitarnego dla jeńców w Błoniu k. Warszawy. Tam objął dowództwo nad jenieckim szpitalem polowym, w którym leczył rannych i jednocześnie ułatwiał im ucieczki. W tym czasie Niemcy, którzy nie zapomnieli mu udziału w powstaniu wielkopolskim, ponownie wydali na niego wyrok śmierci i ustanowili nagrodę za wydanie go. Dlatego też podczas pobytu w niewoli posługiwał się przybranym nazwiskiem. Wobec groźby aresztowania przez Gestapo uciekł do Warszawy, skąd przez Lwów i Węgry dostał się do Francji. Przyjęty do Wojska Polskiego, objął stanowisko komendanta Izby Chorych w obozie w Coёtquidan. Po upadku Francji przedostał się (w czerwcu 1940 r.) do Wielkiej Brytanii. Od sierpnia 1940 r. przetrzymywany w Stacji Zbornej Oficerów w Rothesay na wyspie Bute (pełniącej funkcję obozu izolacyjnego), w której piastował stanowisko lekarza. Na własną prośbę został urlopowany z Rothesay. W okresie od maja do sierpnia 1944 r. zatrudniony w Victoria Hospital w Burnley. W sierpniu 1944 r. objął stanowisko lekarza w edynburskim Szpitalu Wojskowym. Po wojnie pozostał na emigracji. Pracował w General Hospital Willesden, Szpitalu Royal Navy w Greenwich oraz w Państwowej Służbie Zdrowia (National Health Service). Prowadził także praktykę lekarską (w ramach Państwowej Służby Zdrowia) w swoim gabinecie w Londynie. Działał w Związku Polskich Ziem Zachodnich w Wielkiej Brytanii. Zmarł w Londynie i tam też został pochowany na cmentarzu katolickim St. Maryʼs w Kensal Green  .

## Rodzina
Wojciech Jacobson-Jedlina był dwukrotnie żonaty. Jego pierwszą żoną była Lucyna Miecznikiewicz (1895–1937), z którą miał synów Zbigniewa (1914–1943) i Andrzeja - kanoniera w Obozie Zbornym Komendy Uzupełnień Nr 1 w Anglii (ur. 25 lutego 1919 w Gnieźnie, zm. 6 listopada 1943 w Wielkiej Brytanii i spoczywającego na cmentarzu w Morpeth). Drugą żoną została w 1930 r. Emilia Bojarska (ur. 24 września 1904 w Jarosławiu, zm. 30 lipca 1962 w Londynie). Z ich związku narodził się syn Wojciech Krzysztof (ur. 1929) – chemik i żeglarz. Z rodzeństwa Wojciecha Jacobsona-Jedliny wieku dojrzałego doczekał jedynie młodszy brat Bohdan (Bogdan) - działacz niepodległościowy i adwokat, odznaczony Krzyżem Niepodległości (ur. 22 lutego 1889 w Starogardzie, zm. 12 czerwca 1961).

## Ordery i odznaczenia
- Krzyż Srebrny Orderu Wojskowego Virtuti Militari nr 4721[16]
- Krzyż Niepodległości – 16 marca 1937 „za pracę w dziele odzyskania niepodległości”[22][23][24]
- Krzyż Walecznych dwukrotnie[6] [25]
- Złoty Krzyż Zasługi – 22 grudnia 1928 „za wybitne zasługi, położone w powstaniu wielkopolskim”[26][8][h]
- Medal Pamiątkowy za Wojnę 1918–1921[7]
- Medal za Ratowanie Ginących[6]